# Banu Qasi

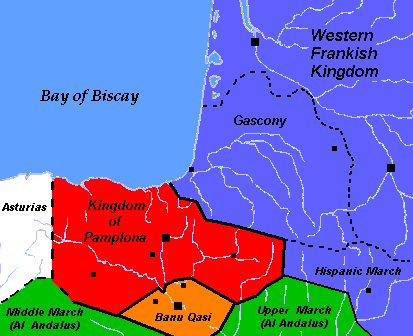
Het Banu Qasi-domein en zijn rivaal, het koninkrijk Pamplona, in de 10e eeuw, nadat ze het grootste deel van de Bovenmars waren ontnomen.

Banu Qasi (Arabisch بنو قاسي, Banū Qāsī) was een Baskische (volgens anderen Gotische) muladi-dynastie, die regeerde over Tudela (Koninkrijk Navarra) en omgeving, inclusief Olite en Arnedo, in de 8e en 10e eeuw. Het gebied werd veroverd door de Taifa Zaragoza in de 11e eeuw. De stamvader van de patrilineair georganiseerde dynastie was de Spaans-Romeinse of Visigotische graaf Cassius.

## Geschiedenis
De tot de islam bekeerde Banu Qasi waren gouverneurs van Pamplona aan het einde van de 8e eeuw en waren toen al verzwagerd met een christelijke familie in het gebied. Musa ibn Musa, die het hoofd van de familie was in de eerste helft van de 9e eeuw, en Iñigo Arista, van 822 tot 852 (nu christelijke) koning van Pamplona, waren halfbroers door hun moeder. Deze en andere interreligieuze banden betekenden dat het autonome emiraat van Banu Qasi een belangrijke bondgenoot werd en bleef van het koninkrijk Pamplona, de voorloper van Navarra. Beide landen hebben elkaar gebufferd tegen invasies door de grootste christelijke en moslimstaten in de regio. Ze stonden vanaf het begin bij elkaar, ze slaagden er in 824 in, de Franken samen te verslaan in de derde slag om Roncesvalles.
In de jaren rond 918 verliet Sancho I van Navarra effectief de alliantie met de Banu Qasi en veroverde grote gebieden in de bovenste Ebro-vallei. Samen met zijn bondgenoot Ordoño II van León verloor hij echter in 920 bij de Slag om Valdejunquera tegen een leger van Abd ar-Rahman III. Maar het jaar daarop veroverde hij grote gebieden in de Iregua-vallei, waaronder het kasteel van Viguera. Nadat Tudela was verloren aan Zaragoza, slaagde de Banu Qasi er aanvankelijk in een nieuw territorium te vestigen in Alpuente (Koninkrijk Aragón). Alfons I van Aragon heroverde Tudela in 1115 en plaatste de moslim- (en joodse-) gemeenschap van de stad onder zijn bescherming. Na de verovering van Navarra door het verenigd koninkrijk Castilië en Aragon in 1512 tot 1522 werden de moslimbewoners echter gedwongen te emigreren of zich te bekeren.